# 奄美屋
奄美屋（あまみや）は、日本の鉄道模型メーカーである。真鍮製鉄道模型を製造、販売する。

## 概要
真鍮製鉄道模型を製造、販売している。
主に私鉄の車輌を製品化しており、定評がある。製品は組み立てキットが主体だが、完成品も販売する。